# 格里芬 (密蘇里州)
格里芬（英語：Griffin）是位於美國密蘇里州克里斯蒂安縣的非建制地區。

## 歷史
格里芬的郵局於1886年設立，其後於1907年停運。

## 地理
格里芬所處的海拔為高於海平面337米（即1106英呎），而該地所採用的時區為UTC-6，即北美中部時區（CST）。同時該地設有夏令時間，為UTC-6調快一小時，即UTC-5（CDT）。